# 撫牛

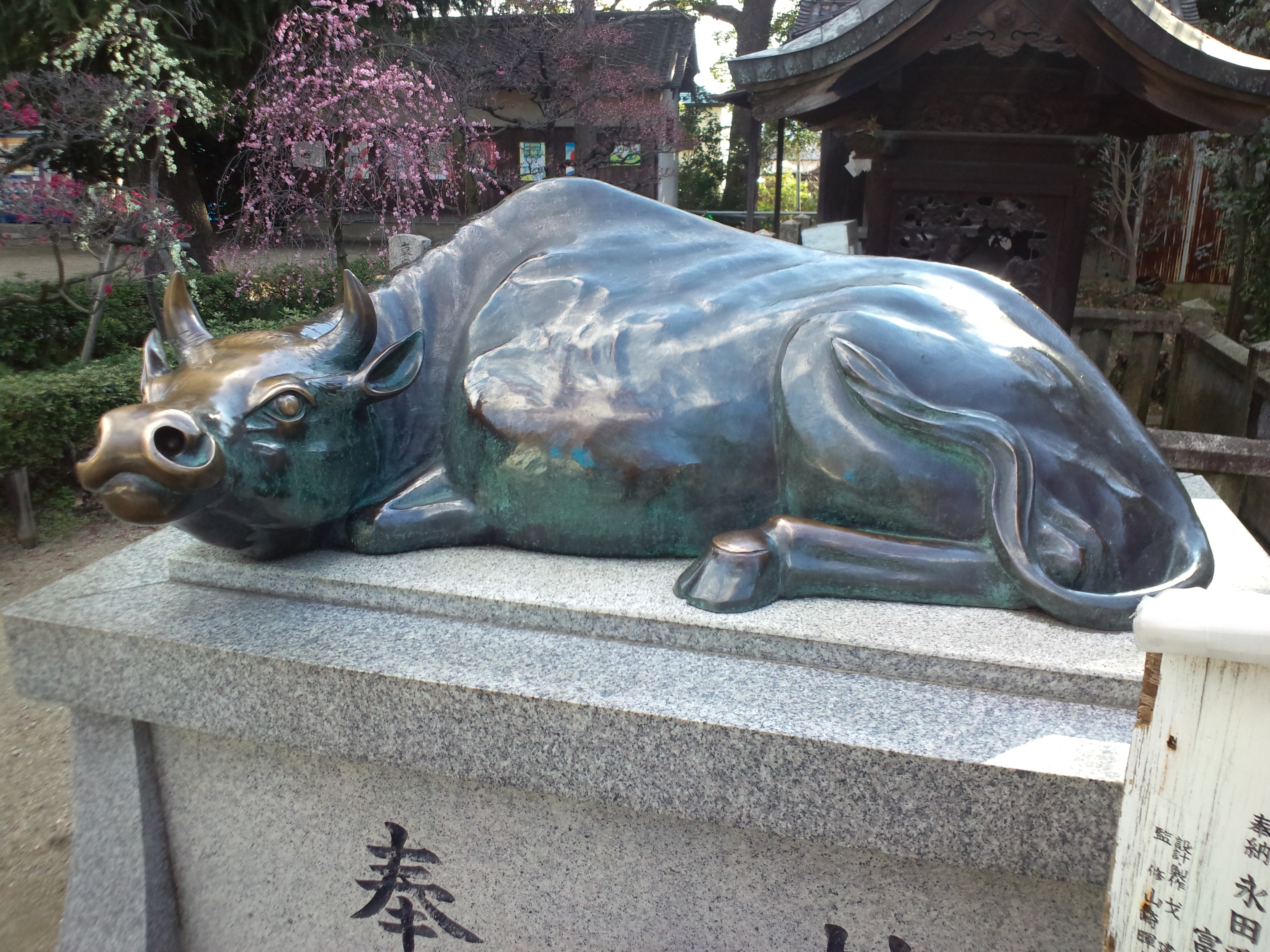
道明寺天満宮（大阪府藤井寺市）の撫牛

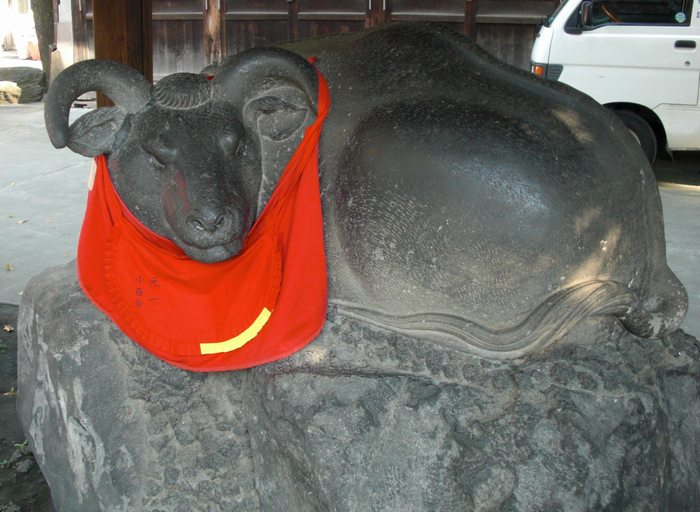
牛嶋神社（東京都墨田区向島）の撫牛

撫牛（なでうし、撫で牛）とは、ウシ（牛）の座像の置物を撫（な）でて自分の病気を治す信仰習俗。

## 撫牛の信仰
撫牛とは、自分の身体の病んだ部分や具合の悪い部分をなでたあと、その牛の身体の同じ箇所をなでると、悪いところが牛に移って病気が治るという俗信であり、風習である。この信仰は、まじないの手法のひとつである「撫物（なでもの）」に由来する。すなわち、みずからのツミやケガレ、邪気を人形に移して祓い、心身を清めるというものである。このようなかたちの俗信には、信濃国善光寺（長野県長野市）や奈良東大寺大仏殿前の「おびんずる」（お賓頭盧）や浅草寺（東京都台東区浅草）脇の浅草不動尊の「撫で仏」がある。
撫牛は、病気平癒のみならず、諸願成就にも効力があるとされ、開運を信じて常に牛の身体をなでていれば、出世はもとより、万事願いがかない、みずから思いもよらない幸運に恵まれることさえあるといわれる。子女の無病息災や子孫繁栄などの効能があるともいわれ、東京向島の牛嶋神社には、撫牛によだれ掛けを奉納する風習があり、それを生まれたばかりの乳児に掛けると元気に育つという口承（言い伝え）がのこる。
撫牛信仰の起こりがいつの頃かはよく知られていない。しかし、病気平癒を主とする、上記のようなかたちでの信仰がさかんになったのは江戸時代からである。江戸時代中期以降の印刷物である『開運撫牛縁起』には、撫牛を祭って開運を得る手立てが示されており、山城国（京都府）の伏見稲荷大社門前に所在する伏見人形の店には、この印刷物が撫牛の置物とともに配布されていたといわれる。

## 撫牛の祭祀
上述の『開運撫牛縁起』によれば、毎月1日、15日、28日の月3回、朝一番に汲み上げた初水を供し、灯明を献じて祀るものとされ、撫牛の像は、その大きさに応じて作られたふとんの上に据えて、居間の卓上や違い棚などに置き、大黒天を念じつつ、常にこの牛を撫でさすっていると、その家には吉事が現れ、家運がおおいに開けるといわれる。そして、一家に吉事があれば、そのたびごとに撫牛を増やして祭り、12日おきにおとずれる丑の日に小豆餅を供え、初穂も祭って、家でいただくべしとしている。また、到来物はすべて撫牛の前に供えるべきこととしている。
同縁起にはまた、「出世大黒天祭の法」なる文もあり、そこには、大黒天の霊験はことごとく撫牛の頭の部分に勧請されているのだから、撫牛の頭部をなでながら願いがかなうことを祈念すれば実現すると記されている。

## 大黒天と撫牛
『開運撫牛縁起』によれば、大黒天の縁日にあたる甲子の晩は撫牛に煎茶を供えたのち、その茶をひとりで飲むこととされ、また、他の人は茶を供えてはならないと記している。
別の印刷物には、撫牛像を取得して最初の甲子の日に、像を黄色に染めた木綿のふとんの上に置くべきことが記され、自分自身で縫い上げた財布を牛の腹に入れ、甲子の日のたびに銭貨を財布に納めるようにすれば、必ず金銀財宝を得て栄えると記している。
大黒天のお守りやお陰は撫牛の頭部に勧請されると考えられたり、また、撫牛のなかには眉間に大黒天の像を彫り込んだものさえあったり、さらに上述のように大黒天の縁日がとりわけ重視されるなど、撫牛信仰と大黒天信仰とは密接にむすびついていた。撫牛は黒色であることが本来的であると理解されてきたが、それも大黒天の「黒」に由来するものと考えられる。大黒天は、元来はバラモン教の神マハーカーラが仏教に採り入れられた天部の神であるが、中世以降は、牛を乗り物とする摩多羅神とも習合して福をもたらす仏神として俗信化したことが知られる。
撫牛と大黒天の結びつきは、京都市左京区松ヶ崎の日蓮宗松崎山妙円寺に端を発するともいわれる。

## 牛頭天王と撫牛
撫牛は、疫病の神として畏怖された牛頭天王とも深いかかわりをもっている。牛頭天王は、京都八坂神社の祭神で「荒ぶる神」の系譜に属することで知られる素戔嗚尊（スサノオ）と同一視されており、牛頭天王信仰では、その強い霊威を信じて敬えば疫病を免れると伝承される。文政8年（1815年）頃に奉納された石製の撫牛で著名な向島の牛嶋神社はスサノオを祭神としており、ここにみられる撫牛信仰は、牛頭天王信仰に淵源を発するものと考えられる。

## 天神信仰と撫牛
稲荷神社では狐、八幡宮では鳩が神使として聖なる鳥獣とされているが、菅原道真を祭神とする天満宮では牛が聖獣とされ、境内に臥（ふ）した牛の像が安置されていることが多い。牛は菅原道真の乗り物と考えられることも多く、各地に「牛乗り天神」の人形が伝わる。また、撫牛には、天神の神紋である梅花紋が刻される像も少なくない。
農耕神や雷神として祀られてきた天神が道真の御霊と結びつき、その一方で、農耕のなかで大切にされ、天の祟りを祓う獣でもあった牛と天神信仰とが結びついたことにより、牛が天神の使いと考えられるようになったものと考えられる。

## 縁起物としての撫牛
撫牛は、熊手、だるま、招き猫、お多福面、張り子の虎などとともに縁起物のひとつとなっている。
加藤元悦『我衣』には、福助人形について「…春の頃より叶福助といふ人形を張抜にせし物大に流行して、一枚絵そのほか種々の物に准へて持運び、後には撫牛の如く蒲団を幾枚も重ね、これを祭れば福祐を増すとて、小き宮に入れて売るものあり」と記載されており、ここでいう「春」とは、文化元年（1804年）の春であり、その当時、撫牛の像はふとんの上に置かれることが常識となっていたことが伺われる。
撫牛はまた、特に、当時の吉原遊廓や祇園の花街では遊女たちの信仰を集め、遊廓には通常の神棚とはまた別に縁起棚が設けられ、えびすや大黒天などの福の神のほか、小判をかたどった紙張小判百両包や男性のペニスをかたどった紙張男根形とともに撫牛の像が置かれ、小豆餅ばかりではなく酒餅なども供えられたという。
臥牛の像はまた、江戸時代にあって根付としてもつくられた。木製ないし象牙製の根付は、いわば携帯用の撫牛として製作された可能性も考えられる。

## 境内に撫牛の座像がある社寺
- 鹽竈神社（宮城県塩竈市森山）
  - 商売が牛のよだれのように細く長くつづくことを祈念して奉納された[8]。
- 円蔵寺虚空蔵堂（福島県河沼郡柳津町）
- 会津天満宮（福島県会津若松市）
- 伊佐須美神社（福島県大沼郡会津美里町）
- 豊景神社（福島県郡山市）
- 高鳥天満宮（群馬県邑楽郡板倉町）
- 牛嶋神社（東京都墨田区向島）
  - 現在の像（冒頭画像）は文政8年ころに奉納されたものである[2]。
- 亀戸天神社（東京都江東区亀戸）
- 湯島天満宮（東京都文京区湯島）
- 平河天満宮（東京都千代田区平河町）
- 成子天神社（東京都新宿区西新宿）
- 上野天満宮（名古屋市千種区）
- 松葉山天満宮（三重県熊野市）
- 妙円寺（京都市左京区松ヶ崎東町）
- 北野天満宮（京都市上京区）
- 錦天満宮（京都市中京区新京極）
- 大隅神社　（大阪市東淀川区）
- 道明寺天満宮（大阪府藤井寺市道明寺）
- 天満神社（兵庫県宝塚市）
- 廣畑天満宮（兵庫県姫路市）
- 須磨綱敷天満宮（神戸市須磨区）
- 新町天満宮(福崎町新町区)
- 田中山神社(広島市安佐南区)
- 厳島神社（愛媛県松山市）
- 太宰府天満宮（福岡県太宰府市）
- 宮地嶽神社（福岡県福津市[9]）

## ギャラリー

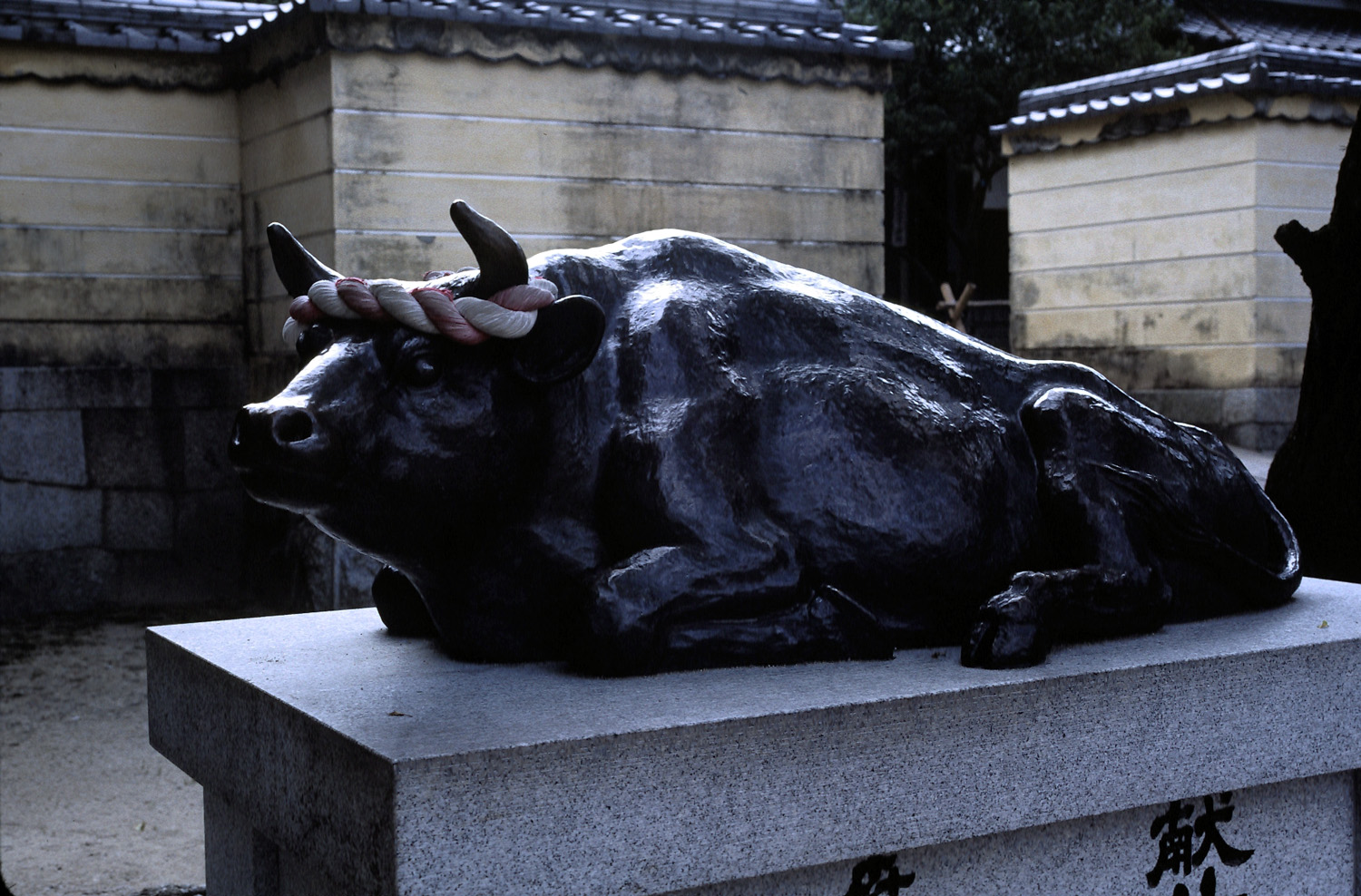
太宰府天満宮（太宰府市）
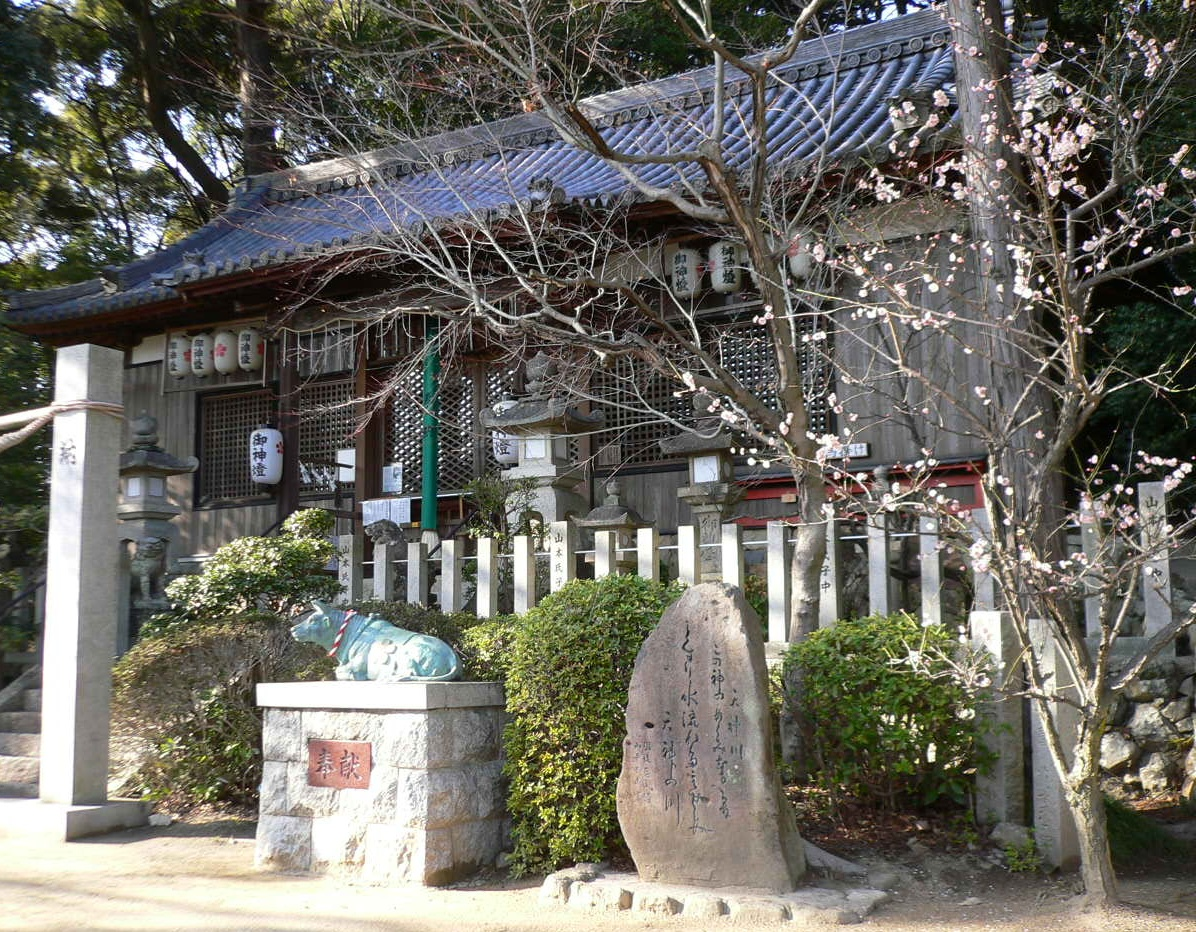
天満神社（宝塚市）
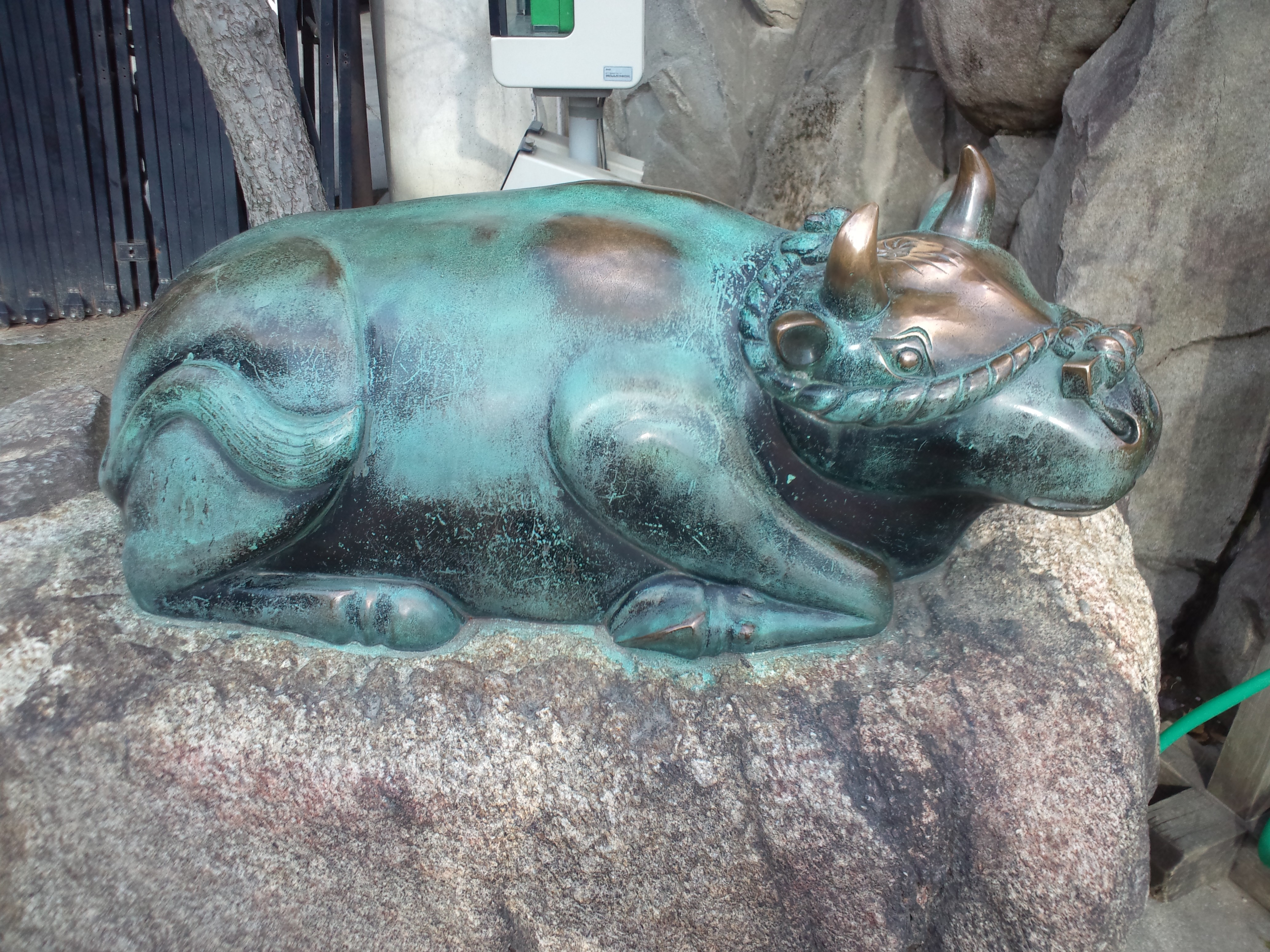
大阪天満宮（大阪市）
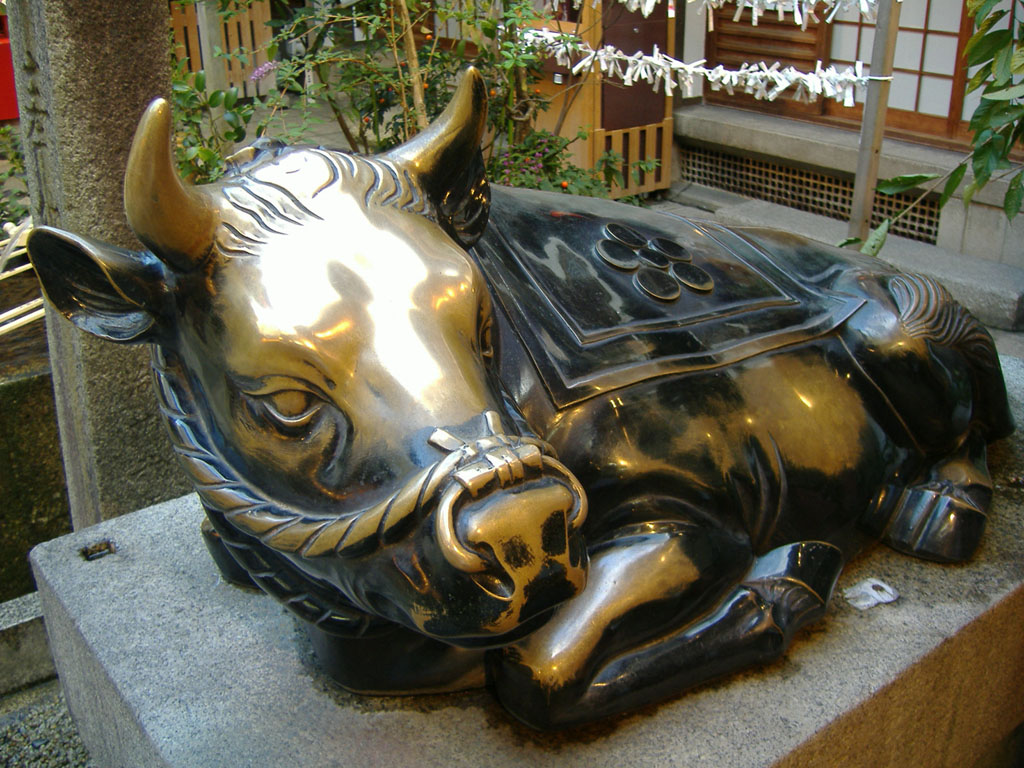
錦天満宮（京都市中京区）
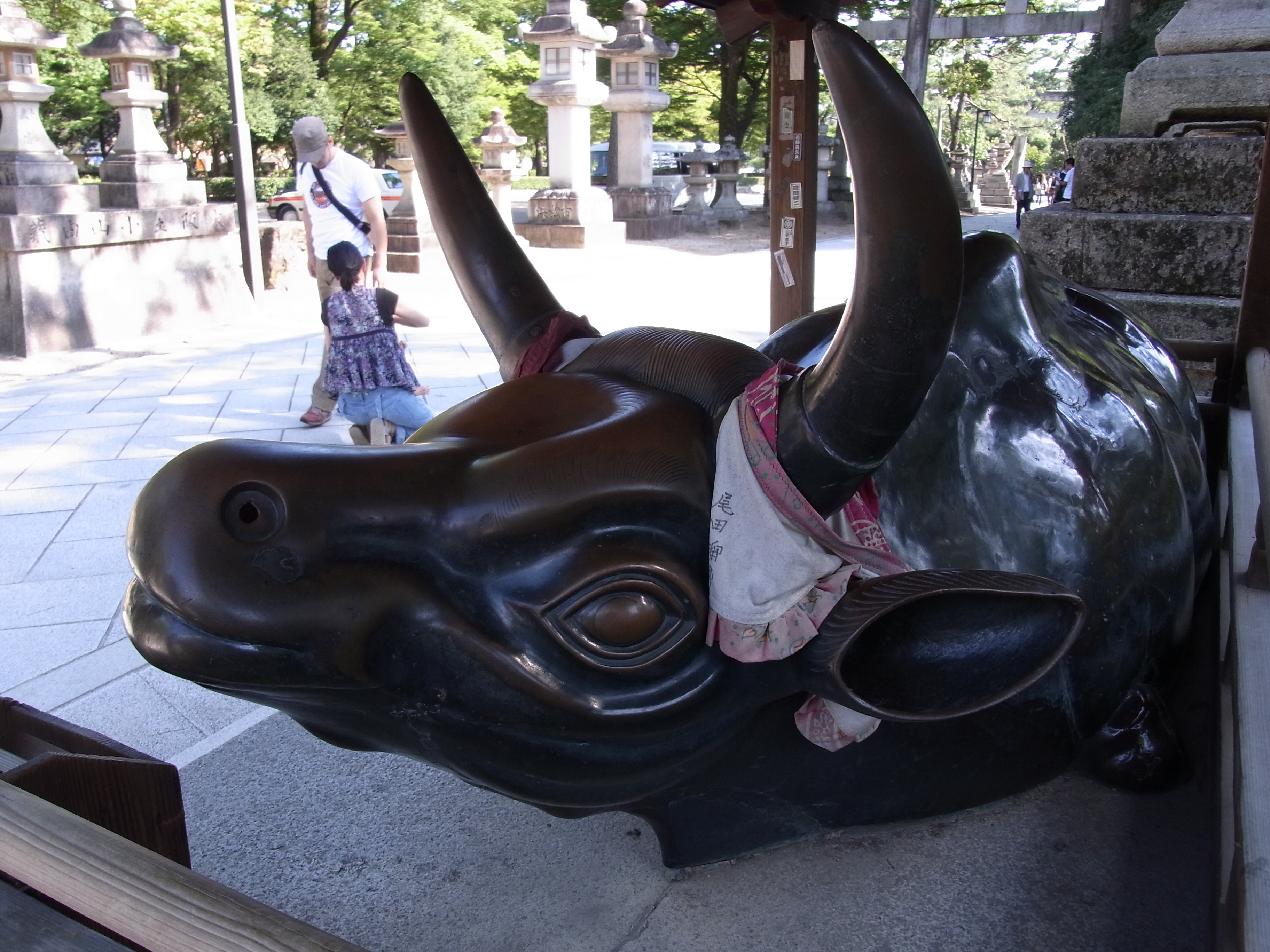
北野天満宮（京都市上京区）
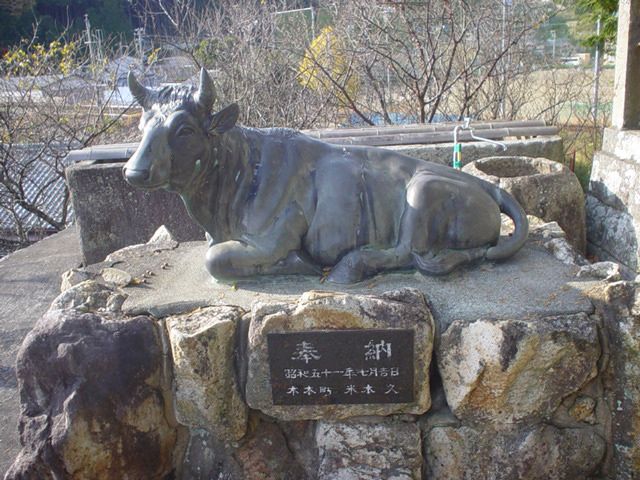
松葉山天満宮（熊野市）
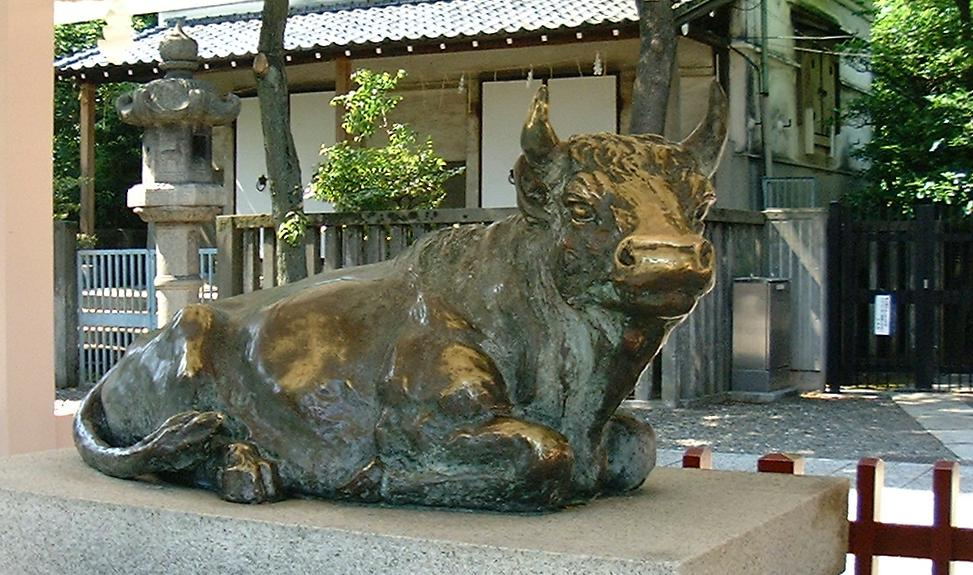
亀戸天神社（東京都江東区）
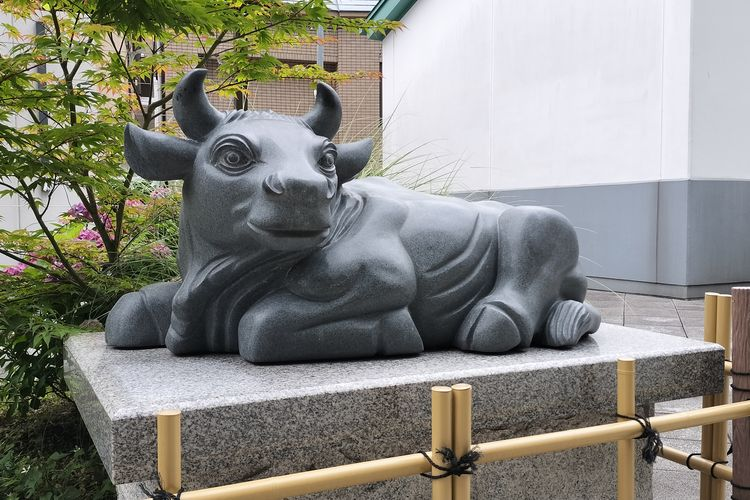
成子天神社（東京都新宿区）

## 文芸にあらわれた撫牛
昭和初期に活躍した作家堀辰雄は、自伝的作品『幼年時代』のなかで、向島の牛嶋神社の撫牛について、
と書き記している。
また、日本橋馬喰町生まれの明治時代の作家淡島寒月の詠んだ俳句に、
がある。

## 類似の民俗例
かつて中国には、撫牛に似た風習があった。後漢の王充『論衡』には、毎年立春前後に「春牛」と呼称される牛の像を飾り、人びとはこの像をなでて病気平癒を祈願したと記載されている。